# Erik Almgren (fotbollsspelare)
Karl Erik Algot Almgren, född 28 januari 1908 i Stockholm, död 23 augusti 1989 i Stockholm, var en svensk fotbollsspelare (halvback).

## Biografi
Almgren, som under större delen av sin karriär spelade i AIK och där också blev svensk mästare 1937, spelade sammanlagt 13 landskamper under åren 1937–1938. Han var uttagen i den svenska fotbollstruppen till OS 1936. I OS fick han dock ingen speltid då Sverige i sin enda match i turneringen förlorade mot Japan i ett av svensk fotbolls största bakslag i och med den oväntade 3–2-förlusten. Han var också uttagen till VM 1938, där han spelade alla Sveriges tre matcher. Han tilldelades Stora grabbars märke 1938.
När den aktiva karriären var över fungerade Almgren under olika perioder som tränare, bland annat för sitt AIK år 1944.